# 캄보디아줄무늬다람쥐
캄보디아줄무늬다람쥐(Tamiops rodolphii)는 다람쥐과에 속하는 설치류의 일종이다. 태국 동부와 캄보디아, 라오스 남부, 베트남 남부에서 발견된다. 2종의 아종이 알려져 있다.

## 아종
- T. r. rodolphii
- T. r. elbeli